# Carlos Betancur
Carlos Alberto Betancur Gomez (Ciudad Bolívar, 1989. október 13. –) kolumbiai profi kerékpáros, a 2014-es Párizs–Nizza-kerékpárverseny győztese. 
2020-ban visszavonult a versenyzéstől.

## Eredményei
2007
2., Kolumbiai országúti bajnokság - Junior férfi mezőnyverseny
2009
2., UCI Országúti Kerékpáros Világbajnokság – U23-as férfi időfutam
2010
1., összetettben - Giro d’Italia U27 (GiroBio) 
1., 4. szakasz
1., 5. szakasz
1., 1. szakasz - Vuelta a Colombia
2011
1. - Giro dell'Emilia
5. - GP Industria e Commercio Artigianato Carnaghese
9. - 2011-es Giro di Lombardia
2012
1. - Trofeo Melinda - Val di Non
1., 5. szakasz - Tour de Belgique
2. - Giro della Toscana
4., összetettben - Giro del Trentino
4., összetettben - 4 Jours de Dunkerque
5. - Milano - Torino
5. - Gran Piemonte
8., összetettben - Giro di Padania
1., 5. szakasz
8. - Trofeo Matteotti
9. - GP Industria & Artigianato - Larciano

## Grand Tour eredményei
| Grand Tour | 2011 | 2012 | 2013 |
| ---------- | ---- | ---- | ---- |
| Giro       | 58.  | -    |      |
| Tour       | -    | -    |      |
| Vuelta     | -    | -    |      |